# Psychotria aubletiana
Psychotria aubletiana är en måreväxtart som beskrevs av Julian Alfred Steyermark. Psychotria aubletiana ingår i släktet Psychotria och familjen måreväxter. Inga underarter finns listade i Catalogue of Life.